# Ahmia
Ahmia es un servicio oculto de Tor, el cual es un motor de búsqueda en el internet superficial creado por Juha Nurmi.
Desarrollado durante el Google Summer of Code de 2014 con el apoyo de The Tor Project, el sitio fue inicialmente construido en Django y PostgreSQL. El sitio web filtra pornografía infantil.
Los operadores del sitio colaboran con los envíos de estadísticas de GlobaLeaks y Tor2Web para el descubrimiento de servicios ocultos. Hacia julio de 2015 contaba con 5000 páginas indexadas.
En julio de 2015, el sitio publicó una lista de cientos de enlaces .onion fraudulentos, la mayoría de la darknet; incluyendo a DuckDuckGo. De acuerdo a Nurmi, se crean sitios con un dominio similar al original con la intención de engañar y defraudar a usuarios.